# Louis Braillard
Louis Braillard (ur. 25 grudnia 1906 roku w Renens, zm. 1996) – szwajcarski kierowca wyścigowy.

## Kariera
Braillard rozpoczął karierę w wyścigach samochodowych w 1932 w prywatnym samochodzie Bugatti T35B. W tym roku uplasował się na siódmej pozycji w Grand Prix Marsylii. Rok później zmienił samochód na Bugatti T51, w którym wygrał Grand Prix Albi. Wraz ze swoim szwagrem Benoîtem Falchetto założył zespół Ecurie Braillard. W 1934 zakupili oni Maserati 8CM, w którym Szwajcar uplasował się na czwartej pozycji w Grand Prix Picardy. Po sezonie Braillard zakończył karierę. Zespół pojawiał się jeszcze w wyścigach do końca 1935 roku.